# Grenze zwischen Algerien und Niger

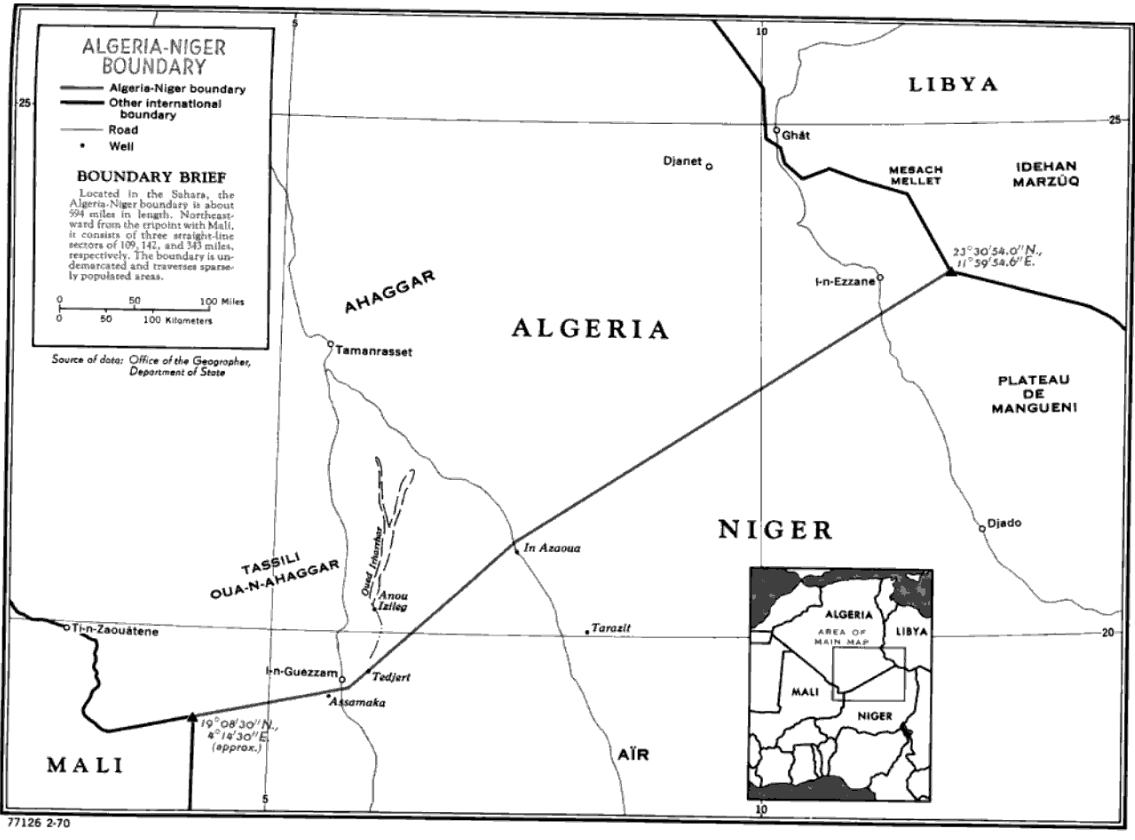
Karte des Grenzverlaufs

Die Grenze zwischen Algerien und der Republik Niger trennt als internationale Grenze diese beiden Staaten. Ihr Verlauf geht auf die französische Kolonialzeit in Nordafrika zurück. Die Grenze ist 956 km lang.

## Geschichte
In den 1880er Jahren kam es unter den europäischen Mächten zum Wettlauf um Afrika. Die erste Festlegung der Südgrenze des damals französischen Algerien erfolgte am 7. April 1905 durch eine Vereinbarung zwischen dem französischen Kolonialminister Étienne Clémentel und dem französischen Innenminister Eugène Étienne. Im Abkommen von Niamey vom 20. Juni 1909 mit Korrektur vom 16. August 1909 wurde der Grenzverlauf modifiziert.
Mit der Unabhängigkeit des Niger wurde die Grenze 1960 zur internationalen Grenze. Die endgültige Festlegung erfolgte am 5. Januar 1983 durch das Abkommen über die Grenzmarkierung zwischen den beiden Staaten.

## Grenzverlauf
Die durch zwölf Grenzsteine markierte Grenze besteht aus drei Geraden. Sie beginnt im Nordwesten am Dreiländereck mit Mali (19°7'48"N, 4°14'24"E). Sie verläuft zunächst geradlinig nach Ostnordosten bis zum Grenzstein nördlich von Assamaka in der Wüste Talak (19°26'35.66"N, 5°48'46.88"E) mit Grenzübergang in das algerische In Guezzam an der von Agadez nach Tamanrasset führenden Straße (Teil des Algier-Lagos-Highway (TAH 2)) und biegt dort, weiter geradlinig verlaufend, nach Nordosten ab und verläuft am Südrand des Berglands des Ahaggar (Tassili du Hoggar) über In Azaoua (algerischer Grenzposten) und dort (20°50'38.29"N, 7°27'33.74"E) nochmals geringfügig die Richtung ändernd zum Dreiländereck mit Libyen (23°31'48"N, 11°58'48"E).

## Grenzübergänge
Der einzige offizielle Grenzübergang liegt am Trans-Sahara-Highway zwischen In Guezzam (Algerien) und Assamaka.